# 日本の史跡一覧
日本の史跡一覧（にほんのしせきいちらん）は日本にある史跡を地域別に一覧形式でまとめたものである。本項でいう「史跡」は、文化財保護法第109条第1項の規定に基づき、国（日本国文部科学大臣）が指定した史跡を指す。国指定の史跡は2020年3月現在1,846件と多数あるため、以下の各地方の分割ページを参照のこと。なお、特別史跡については日本の特別史跡一覧も参照のこと。
史跡（特別史跡含む、地方別）
- 北海道・東北地方の史跡一覧
- 関東地方の史跡一覧
- 中部地方の史跡一覧
- 近畿地方の史跡一覧
- 中国地方の史跡一覧
- 四国地方の史跡一覧
- 九州・沖縄地方の史跡一覧

特別史跡（全国）
- 日本の特別史跡一覧